# العلاقات الإيطالية الكيريباتية
العلاقات الإيطالية الكيريباتية هي العلاقات الثنائية التي تجمع بين إيطاليا وكيريباتي.

## مقارنة بين البلدين
هذه مقارنة عامة ومرجعية للدولتين:
| وجه المقارنة                                              | إيطاليا                                                  | كيريباتي                        |
| --------------------------------------------------------- | -------------------------------------------------------- | ------------------------------- |
| المساحة (كم2)                                             | 301.34 ألف                                               | 811                             |
| عدد السكان (نسمة)                                         | 60.60 مليون                                              | 116.40 ألف                      |
| الكثافة السكانية (ن./كم²)                                 | 201.1                                                    | 14.35 ألف                       |
| العاصمة                                                   | روما، فلورنسا، تورينو                                    | جنوب تاراوا                     |
| اللغة الرسمية                                             | اللغة الإيطالية                                          | لغة إنجليزية، اللغة الكيريباتية |
| العملة                                                    | يورو، ليرة إيطالية                                       | دولار كريباتي، دولار أسترالي    |
| الناتج المحلي الإجمالي (بليون دولار)                      | 1.93 تريليون                                             | 196.15 مليون                    |
| الناتج المحلي الإجمالي (تعادل القوة الشرائية) بليون دولار | 2.26 تريليون                                             | 224.26 مليون                    |
| الناتج المحلي الإجمالي الاسمي للفرد دولار أمريكي          | 29.96 ألف                                                | 1.42 ألف                        |
| الناتج المحلي الإجمالي للفرد دولار أمريكي                 | 35.46 ألف                                                | 1.81 ألف                        |
| مؤشر التنمية البشرية                                      | 0.873                                                    | 0.590                           |
| رمز المكالمات الدولي                                      | +39                                                      | +686                            |
| رمز الإنترنت                                              | .it                                                      | .ki                             |
| المنطقة الزمنية                                           | توقيت وسط أوروبا، ت ع م+01:00، ت ع م+02:00، أوروبا/روما ‏ |                                 |

## منظمات دولية مشتركة
يشترك البلدان في عضوية مجموعة من المنظمات الدولية، منها:
| علم المنظمة | اسم المنظمة                   | تاريخ انضمام إيطاليا | تاريخ انضمام كيريباتي |
| ----------- | ----------------------------- | -------------------- | --------------------- |
|             | يونسكو                        | ?                    | 24 أكتوبر 1989        |
|             | مؤسسة التمويل الدولية         | 27 ديسمبر 1956       | 2 أكتوبر 1986         |
|             | بنك التنمية الآسيوي           | 1966                 | 1974                  |
|             | منظمة حظر الأسلحة الكيميائية  | ?                    | ?                     |
|             | مؤسسة التنمية الدولية         | 24 سبتمبر 1960       | 2 أكتوبر 1986         |
|             | الاتحاد البريدي العالمي       | ?                    | ?                     |
|             | الاتحاد الدولي للاتصالات      | 1866                 | 3 نوفمبر 1986         |
|             | الأمم المتحدة                 | 14 ديسمبر 1955       | 14 سبتمبر 1999        |
|             | البنك الدولي للإنشاء والتعمير | 27 مارس 1947         | 29 سبتمبر 1986        |

## وصلات خارجية
- موقع وزارة الخارجية الإيطالية